# Karas (anime)
Pour les articles homonymes, voir Karas (homonymie).
Karas (鴉, Karasu, litt. corbeau) est une OAV japonaise en 6 parties réalisée par Keiichi Satō (Wolf's Rain, The Big O) sur un scénario écrit par Shin Yoshida (Zone of the Enders: Idolo).
Karas a été produit pour fêter les quarante ans du studio Tatsunoko. Chaque épisode a d'abord été diffusé à la télévision japonaise en paiement à la séance entre le 25 mars 2005 et le 3 août 2007, avant d'être distribué en DVD avec en 2006 Karas: The Prophecy et en 2007 Karas: The Revelation comprenant chacun 3 épisodes.

## Synopsis
Le jeune détective Kure vient d'être affecté à la « Section monstre » du commissariat de Shinjuku. Avant sa première journée de travail, alors qu'il se trouve à la gare, il est témoin d'un meurtre étrange dans les toilettes de la gare. Depuis trois ans, ces meurtres sont fréquents, à chaque fois les cadavres sont vidés de leurs liquides corporels et on ne trouve qu'un seul survivant. Son coéquipier, Minoru Sagisaka, est persuadé qu'il s'agit de l'œuvre de monstres.
Au même moment, un nouveau « Karas », protecteur de Shinjuku (arrondissement de la ville de Tōkyō), est révélé. Commence alors un combat entre lui et l'ancien Karas, Ekō, décidé à détruire la ville qu'il a longtemps protégé.

## Personnages

### Monde des monstres
Otoha (乙羽) était un tueur qui ne ressentait ni la peur ni la douleur. Un jour, il est abattu. Au seuil de sa mort, il fait alors un pacte avec l'esprit de la région. Ce pacte donne naissance à une yurine et fait de lui le Karas, le protecteur de la ville. Sa forme humaine est alors plongée dans le coma.
Yurine (ゆりね) accompagne le Karas, elle seule peut le transformer. Leurs vies étant liées, les yurine sont les points faibles des Karas.
Ekō Hōshunin (鳳春院 廻向, Hōshunin Ekō) était auparavant un Karas. Déçu par les humains, il souhaite aujourd'hui les détruire pour pouvoir faire renaitre la ville. Il est le maître des mikuras et est à la recherche de Nue qui lui servira à se créer un nouveau corps plus puissant. Il a réussi à se libérer de ses liens avec sa yurine.
Les Mikura (御座) sont des yōkai qui ont accepté d'être transformés en machines par Ekō de peur de disparaitre parce que les hommes ne croient plus en leur existence. Ils vivent dans le monde des hommes sous une apparence humaine et pour cela ils doivent se nourrir de sang humain.
- Nue (鵺?) est devenu un mikura à la suite de son alliance avec Ekō. Il a un frère jumeau, tous deux sont dotés du pouvoir de contrôler la foudre. Aujourd'hui, il lutte contre son besoin de sang humain et se bat contre les mikuras pour protéger les humains.
- Suiko (水虎?) est un Kappa, c'est-à-dire un diablotin des eaux. Il vit dans le monde des humains en tant que catcheur professionnel. Transformé en mikura, il hante les toilettes publiques.
- Wanyūdō (輪入道?) est dans la mythologie japonaise une roue enflammée avec un visage au centre qui aspire l'âme de ceux qu'elle croise[2],[3]. Wanyūdō, transformé en mikura, prend ici la forme d'une voiture de sport rouge et vit dans le tunnel de l'autoroute. Il tue ceux qui y passent.
- Tsuchigumo (土蜘蛛?) est un yōkai qui prend la forme d'une araignée géante[4],[3]. Transformée en mikura par Ekō, elle le seconde.
- Kamaitachi (窮奇?) est dans la mythologie japonaise une créature équipée d'une faucille qui hante les montagnes[5],[3]. Transformé en mikura, il vit en humain en tant que Commissaire de police.

Amefurikozō (雨降り小僧, litt. « l'enfant de la pluie ») est l'esprit d'un petit garçon jouant sous la pluie. Ce yōkai, ayant l'apparence d'un escargot portant un imperméable jaune, suit et aide Nue qu'il considère comme son grand-frère.
Homura est le Karas d'une autre ville. Même si elle n'est pas censée intervenir, elle vient en aide à Otoha lorsqu'il affronte Ekō.

### Monde des humains
Minoru Sagisaka (鷺坂 実, Sagisaka Minoru) est inspecteur à la « Section monstre » et croit en l'existence des monstres. Il a une fille, Yoshiko, qui est à l'hôpital depuis trois ans à la suite du massacre de ses camarades de classe tués par un mikura.
Narumi Kure (呉 鳴海, Kure Narumi) est un jeune inspecteur de la « Section monstre », il ne croit pas en leur existence.
Hinaru est une jeune présentatrice. Alors qu'elle fait un reportage sur l'existence de Kappa dans les toilettes de la gare, elle et son équipe sont attaqués par le mikura Suiko. Elle est la seule survivante.

## Épisodes
| No | Titre français | Titre japonais | Titre japonais | Date de 1re diffusion |
| No | Titre français | Kanji          | Rōmaji         | Date de 1re diffusion |
| --- | -------------- | -------------- | -------------- | --------------------- |
| 1 | Overture       | 鴉開眼         | Karasu Kaigan  | 25 mars 2005          |
| Nué, un monstre qui vagabondait de pays en pays, revient à Shinjuku dans le but de rembourser des dettes à son "vieil ami" Kappa. Au même moment, à Shinjuku, on parle beaucoup de la succession de meurtres étranges qui ont lieu dans les toilettes publiques. Lors de chaque meurtre, on a retrouvé des cadavres complètement vidés de leurs fluides corporels. |                |                |                |                       |
| 2 | Inferno        | 火炎輪         | Kaenwa         | 12 août 2005          |
| Une légende urbaine qui passe beaucoup à la radio en ce moment raconte que celui qui a le malheur de rencontrer la Z rouge sur l'autoroute à minuit ne trouvera plus jamais la sortie du tunnel. |                |                |                |                       |
| 3 | Survive        | 滅覚醒         | Metsu Kakusei  | 21 octobre 2005       |
| Nué a été blessé lors de ce mystérieux accident et devant ses yeux, la pointe du sabre d'Otoha se rapproche. De son côté, Ekou qui a perdu deux Mikura, commence à envisager sérieusement de supprimer Karas. |                |                |                |                       |
| 4 | Sacrifice      | 人乙羽         | Hito Otoha     | 22 juin 2007          |
| Après avoir perdu la capacité de se transformer en Karas, Otoha est devenu un humain comme les autres. Nué lui explique alors diverses choses. Entre autres, il lui apprends qu'il existe une Yurine supplémentaire à Shinjuku et qu'elle est liée à Ekou. |                |                |                |                       |
| 5 | Engage         | 幻想区         | Gensōku        | 3 août 2007           |
| Libéré du lien avec sa Yurine, Ekou est devenu lui-même un Mikura. Son prochain objectif est de donner un nouveau visage à Shinjuku. |                |                |                |                       |
| 6 | Existence      | 真 伝説        | Shin Densetsu  | 3 août 2007           |
| Les Karas et les Yurines des régions environnantes se sont rassemblés pour observer le dénouement de l'affrontement à Tokyô. |                |                |                |                       |

## Doublage
Le doublage français de Karas a été réalisé par le studio Chinkel sous la direction de Thierry Kazazian.
|                           | Doublage japonais | Doublage français |
| ------------------------- | ----------------- | ----------------- |
| Ekō                       | Takahiro Sakurai  | Martial Le Minoux |
| Otoha                     | Toshihiro Wada    | Thierry Kazazian  |
| Yurine                    | Kasumi Suzuki     | Sybille Tureau    |
| Nue                       | Keiji Fujiwara    | Bruno Magne       |
| Amefurikozō               | Etsuko Kozakura   | Patricia Legrand  |
| Suiko                     | Kiyoyuki Yanada   |                   |
| Kure Narumi               | Hiroto Torihata   | Constantin Pappas |
| Détective Minoru Sagisaka | Tetsuo Goto       | Daniel Beretta    |
| Commissaire de Police     | Rokuro Naya       | Bernard Demory    |
| Yoshiko Sagizaka          | Saeko Chiba       |                   |
| Homura                    | Hitomi Nabatame   |                   |
| Hinaru                    | Asuka Shibuya     | Mylène Jampanoï   |
| Chizuru                   | Mai Nakahara      | Susan Sindberg    |

## Musique
Une compilation des musiques des OAV composées par Yoshihiro Ike (Ergo Proxy, Blood: The Last Vampire) intitulée Karas Original Soundtrack est sortie le 24 octobre 2007, chez Columbia Music Entertainment.
| Piste | Titre                                   | Durée      |
| 01    | Karasu kenzai (shikkoku no tatakai hen) | 4 min 38 s |
| 02    | Karasu kenzai (meiou tanjō hen)         | 3 min 25 s |
| 03    | Don't pass away!                        | 2 min 14 s |
| 04    | Samayō kioku                            | 39 s       |
| 05    | Keiyaku no kagami                       | 2 min 24 s |
| 06    | Sūkou na janen                          | 2 min 54 s |
| 07    | Rengoku kara no izanai                  | 33 s       |
| 08    | Raitei no gekitsui                      | 2 min 53 s |
| 09    | Mōryō no utage                          | 1 min 30 s |
| 10    | Tamashii no kaikou                      | 3 min 10 s |
| 11    | Kokoro no hida                          | 1 min 08 s |
| 12    | Revelation                              | 2 min 11 s |
| 13    | Okiwasureta kokoro                      | 1 min 27 s |
| 14    | Shin'en naru omoi                       | 2 min 16 s |
| 15    | Hyakkiyakō                              | 38 s       |
| 16    | Hakai no yochō                          | 1 min 13 s |
| 17    | Zetsubō no hikari                       | 1 min 26 s |
| 18    | Karasu masao                            | 2 min 02 s |
| 19    | Meikai he no tsuiraku                   | 7 min 32 s |
| 20    | Arata na yakudō                         | 2 min 05 s |
| 21    | Kibō                                    | 1 min 20 s |
| 22    | Karas                                   | 3 min 11 s |
| 23    | Shūen                                   | 53 s       |
| 24    | Under fire                              | 4 min 35 s |

## Récompense
Karas a gagné le prix de la meilleure OAV au Tokyo Anime Award de 2006, prix partagé avec l'anime Yukikaze,.